# Charlotte Oppenheim

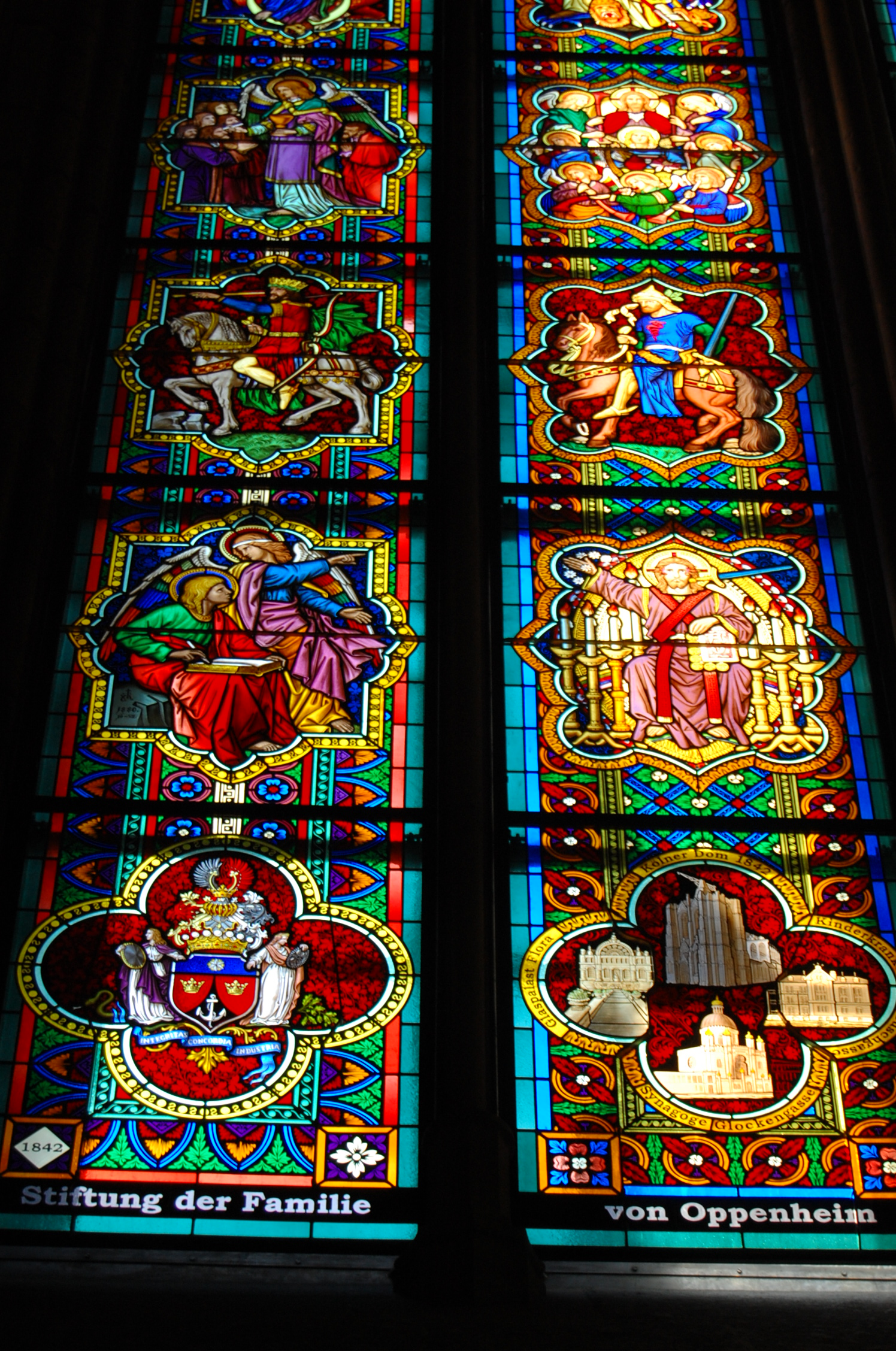
Detail (linke Seite) des von Charlotte Freifrau von Oppenheim 1880 gestifteten Glasfensters im Kölner Dom, links unten das freiherrliche Wappen der Familie Oppenheim

Charlotte Oppenheim, seit 1868 Charlotte Freifrau von Oppenheim, geborene Beyfus (* 1811 in Frankfurt am Main; † 24. Oktober 1887 in Köln) war eine Mäzenin in Köln und Bassenheim.

## Leben
Charlotte Beyfus wurde 1811 als zweites von fünf Kindern des Bankiers Siegmund Leopold Beyfus (1786–1845) und dessen Frau Babette Beyfus geb. Rothschild (1784–1869) geboren. Sie heiratete am 20. April 1834 Abraham Oppenheim (1804–1878), der 1868 als erster ungetaufter Jude in Preußen in den Freiherrnstand erhoben wurde.
Sie wurde neben ihrem Mann auf dem Jüdischen Friedhof Deutz beigesetzt. Nach Fertigstellung des Mausoleums auf ihrem Gut Bassenheim fanden beide 1889 dort ihre letzte Ruhe.

## Charlotte Oppenheim in der Kunst
Der Grafiker und Maler Tony Avenarius (Pseudonym Antonius Hafermann) (1836–1901) gestaltete für das Kölner Rathaus eine Bildtafel, die die Mäzenin symbolkräftig mit dem Kinderkrankenhaus, umgeben von Familienmitgliedern und bekannten Kölner Persönlichkeiten, darstellte. Im Zweiten Weltkrieg wurde das Denkmal zerstört.

## Zuwendungen
- Mit dem Tode ihres Mannes am 9. Oktober 1878 stellte Charlotte Freifrau von Oppenheim 25.000 Mark der Stadt Köln für christliche Arme, 10.000 Mark dem israelitischen Asyl, 10.000 Mark anderen israelitischen Einrichtungen und 5.000 Mark der israelitischen Gemeinde für die Armen zur Verfügung.
- Sie verfügte, dass die Zinsen aus den weiteren der Stadt Köln zugewendeten 150.000 Mark je zur Hälfte an christliche und jüdische Arme ausgeschüttet werden.
- 1880 stiftete sie im Angedenken an ihren verstorbenen Mann ein Fenster für den Kölner Dom, das heute im „Welter-Zyklus“ als Abrahamfenster bezeichnet wird. Nach dem Zweiten Weltkrieg wurde es mit einem verkürzten Baldachin an seinen ursprünglichen Platz im westlichen Obergaden des nördlichen Querhauses wieder eingesetzt. Wie viele andere Fenster des Kölner Doms ist es ein Werk des Kölner Glasmalers Michael Welter (1808–1892).[3]

## Stiftungen

### Erstes Kinderhospital in Köln
Das Oppenheim’sche Kinderhospital an der Buschgasse (früher Bozengasse) im Kölner Severinsviertel war das erste Kinderhospital in Köln.

### Krankenhaus Bassenheim (Therapiezentrum)
Charlotte Freifrau von Oppenheim gründete 1885 das Von Oppenheim’sche Krankenhaus, das 1888 um einen Kindergarten und eine Nähschule erweitert wurde und seit 1984 ein Therapiezentrum ist.

## Auszeichnungen
- Preußisches Verdienstkreuz für Frauen und Jungfrauen[5]